# Sadaqa
Der arabische Ausdruck Sadaqa (arabisch صدقة, DMG Ṣadaqa; Plural صدقات / Ṣadaqāt) bezeichnet zumeist eine freiwillige Gabe. Sadaqa sollte immer mit der Absicht Fī sabīli Llāh, also auf dem Weg Gottes zu handeln erfolgen; eine Gabe nur um des Ansehens willen ist nicht Sadaqa.
Die Freiwilligkeit unterscheidet Ṣadaqāt von der obligatorischen Zakat. Der Ausdruck findet 24-mal Verwendung im Koran, mit einer Ausnahme (12:88) in medinensischen Suren und ist vermutlich bereits vorislamisch in Gebrauch.

## Wortherkunft
Wörtlich bedeutet Sadaqa 'Gerechtigkeit' und bezieht sich auf die Freiwilligkeit der Gabe.
Es stammt von der Wurzel sidq (ṣ-d-q ص،د،ق).
Der Ausdruck ist vermutlich dem hebräischen צדקה (Zedaka) nachgebildet, wie er in nachbiblischer Zeit (Zeit des zweiten Tempels und rabbinische Literatur; ob der hebräische Terminus eine einklagbare Norm bezeichnet, ist bis heute strittig) verwendet wird.

## Empfangsberechtigte
Gemäß Koran Sura 9, Sura at-Tauba, Vers 60 sind folgende acht Personengruppen berechtigt, Sadaqa zu empfangen:

„Wahrlich, die Almosen sind nur für die Armen und Bedürftigen und für die mit der Verwaltung (der Almosen) Beauftragten und für die, deren Herzen gewonnen werden sollen, für die (Befreiung von) Sklaven und für die Schuldner, für die Sache Allahs und für den Sohn des Weges; (dies ist) eine Vorschrift von Allah. Und Allah ist Allwissend, Allweise.“

Namentlich sind dies folgende Personengruppen:
- Die Armen (al-fuqarāʾ)
- Die bedürftigen Menschen (al-masākīn)
- Die mit der Verwaltung von Almosen Beauftragten
- um Menschen für den Islam zu gewinnen (Freiwillige Almosen können gemäß muslimischen Kommentatoren[6][7] auch an Nichtmuslime gegeben werden.)
- für Sklaven und deren Befreiung
- Menschen, die verschuldet sind
- für die Sache Allahs (Moscheebau usw.)
- Reisende (Sohn des Weges)

## Formen von Sadaqa
Die Möglichkeiten des Gebens von Sadaqa sind sehr vielfältig. Man sollte geben, was man sich leisten kann.
Nachfolgend einige Beispiele:
- Geldspende
- Verteilung vom Fleisch eines Opfertieres (z. B. ʿAqīqa, Qurbān)
- Gabe von Nahrung (z. B. zum Fastenbrechen im Ramadan, Zakāt al-fitr)